# 아빠 애인의 남자친구
《아빠 애인의 남자친구》는 1999년 2월 5일에 MBC에서 방영한 베스트극장이다.

## 줄거리
40대 중반에 접어든 민호(김용건 분)와 재희(박원숙 분)는 단란해 보이지만 권태기에 접어든 중년부부다. 민호가 수영을 시작하면서 건강하고 늘씬한 수영 코치인 사라(권민중 분)에게 마음을 뺏기면서 이 부부는 아슬아슬한 위기를 맞는다. 하지만, 이 위기를 직감한 딸 화연(김정은 분)은 애인 기훈(권오중 분)을 동원해 아빠의 외도를 막는 것에 성공한다.

## 출연진

### 주요 인물
- 박원숙 : 재희 역
- 김용건 : 민호 역
- 김정은 : 화연 역
- 권오중 : 기훈 역
- 권민중 : 사라 역

### 그 외 인물
- 이계인
- 신신애
- 이명숙
- 김윤중
- 박미경
- 정기성
- 권인선
- 김승수
- 송일국
- 정대열
- 홍은희
- 김용희
- 함신영